# Peggy Simpson
Peggy Simpson (n. 4 iulie 1913, Leeds, Anglia, Regatul Unit al Marii Britanii și Irlandei – d. 1 ianuarie 1994, Greater London, Anglia, Regatul Unit) a fost o actriță de film britanică.

## Filmografie aleasă
- The Camels are Coming (1934)
- Fighting Stock (1935)
- The 39 Steps (1935)
- Where There's a Will (1936)
- Everything Is Thunder (1936)
- Jack of All Trades (1936)
- Darby and Joan (1937)
- Dentist in the Chair (1960)
- No Kidding (1961)